# Sony Ericsson K700i
2003-ban mutatták be a Sony Ericsson K700i típusú telefont, mint a T630 utódját. Őt a K750i követte. A piacon két lebutított variánsa jelent meg: a középkategóriás K500i és az alsókategóriás K300i.
A telefon rendelkezik infravörös és Bluetooth-adatátvitellel. GPRS WAP, 3D JAVA-futtatás, és VGA-minőségű fényképezőgép a további jellemzői. Kamerája négyszeres digitális zoom-mal rendelkezik, valamint fotófénnyel (vaku helyett). Ezen típus is képes emulálni az 1 megapixeles üzemmódot, megfelelő fényforrás mellett. További funkciók még: beépített e-mail kliens, HTTP-futtatásra képes böngésző, MP3-lejátszás, 3GP-támogatás, MPEG-4 támogatás, beépített FM-rádió (füllhallgató mellett szól). A Vodafone-os verziójában a csengőhang nem lehet MP3-fájl. Memóriája 41 megabájt, amely nem bővíthető.
Súlya 93 gramm. Külalakja az akkori reklám alapján egyik oldaláról telefon, másikról fényképezőgép. Az utolsó telefon, amelynek még a klasszikus Sony Ericsson-csatlakozók vannak az alján.